# Thomas Elmham
Thomas Elmham est un moine et chroniqueur anglais né en 1364 et mort à une date inconnue après 1427.

## Biographie
D'après sa Chronica regum nobilium Angliæ, Thomas Elmham est né le 8 avril 1364 et embrasse la carrière monastique en 1379. Il occupe le poste de trésorier à l'abbaye Saint-Augustin de Cantorbéry en 1407, puis devient prieur à Lenton (en), un prieuré clunisien du Nottinghamshire, en 1414. Il démissionne de ce poste le 18 février 1427, probablement peu avant sa mort.

## Œuvre
La principale œuvre de Thomas Elmham est le Speculum Augistinianum, une histoire inachevée de l'abbaye Saint-Augustin couvrant la période 597-806. L'unique copie connue de ce texte (Cambridge, Trinity Hall, MS 1) pourrait être de sa propre main. Elmham utilise judicieusement les sources à sa disposition, notamment les chartes de l'époque anglo-saxonne, mais certains des documents qu'il utilise sont en réalité des faux, ce qui nuit à la fiabilité de sa chronique.
Elmham est également l'auteur d'une Cronica regum nobilium Angliæ, une histoire des rois d'Angleterre très inspirée de l'Historia regum Britanniae de Geoffroy de Monmouth, et d'un Liber metricus, biographie versifiée du roi Henri V en latin. Sa biographie en prose de ce même roi est perdue.